# جيبقاوات
الجيبقاوات (الاسم العلمي: Japyginae) هي أسرة من الحيوانات تتبع الفصيلة الجيبقية من رتبة ثنائيات الذنب.

## أجناس الجيبقاوات
- الجيبق
- الجيبق الأفريقي (الاسم العلمي:Afrojapyx)
- الجيبق الجديد (الاسم العلمي:Neojapyx)
- الجيبق الجنوبي (الاسم العلمي:Austrjapyx)
- الجيبق السهمي (الاسم العلمي:Urojapyx)
- الجيبق الشانكسي (الاسم العلمي:Shaanxijapyx)
- الجيبقان الصيني (الاسم العلمي:Sinjapyx)
- الجيبق الظهري (الاسم العلمي:Notojapyx)
- الجيبق الكلابي (الاسم العلمي:Oncojapyx)
- الجيبق الكينابالي (الاسم العلمي:Kinabalujapyx)
- الجيبق المتساوي (الاسم العلمي:Isojapyx)
- الجيبق المستقيم (الاسم العلمي:Rectojapyx)
- الجيبق المضاعف (الاسم العلمي:Dipljapyx)
- الجيبق الهوتاني (الاسم العلمي:Hutanjapyx)
- الجيبق الهيناني (الاسم العلمي:Hainanjapyx)